# Крейсери типу «Чао Хо»

Крейсери «Чао Хо» (Китайською: 肇和; піньїнь: Zhào Hé; "Гармонічні начала") - тип захищених крейсерів, побудованих для Цінського Китаю у 1910–1913 рр. Ці кораблі брали участь у складі флоту Китайської республіки та Грецького флоту у Війні на захист республіки, Першій світовій війні, Греко-турецькій війні, Другій чжилійсько-фентянській війні, Північному поході, Другій японсько-китайській війні та Другій світовій війні.
In 1910, регент імперії Цзайфен погодив 7 річний план модернізації військово-морські сили Імперії Цін. Принц третього рангу Зайсуїн та адмірал Са Дженьбінь були направлені у насичену подорож на Захід, розпочату у Європі у жовтні 1909 р. (де адмірал Са був нагороджений Орденом Святого Михайла і Святого Георгія) та продовжену у США та Японії у 1910 р. Результатом цієї подорожі стали рекомендації створити міністерство військово-морських сил. 4 грудня 1910 було створено відповідне міністерство з принцом Зайсуїном на чолі. Іншою рекомендацією було об'єднання розрізнених флотів, створення Південного, Центрального та Північного флотів як оперативних об'єднань, а не по суті окремих організацій. Частиною амбітної програми модернізації мало стати отримання ВМС сучасних кораблів,  включаючи лінійні кораблі, крейсери, міноносці та підводні човни. Контракт на побудову трьох крейсерів був наданий двом британським та одному американському суднобудівнику 1910. Головний корабель типу «Чао Хо» був закладений у Великій Британії на верфі Armstrong Whitworth  у Елосвіку 7 листопада 1910 р. та включений до складу флоту наступного року. «Інь Рей» (китайською: 應瑞; . "Надійна обіцянка") був спущений на воду 13 червня 1911  року Vickers Limited у Барроу-ін-Фернесс. Останній представник типу, «Фей Лонг» (китайською: 飛鴻; «Лебідь у польоті») був закладений 12 травня 1912 р. New York Shipbuilding Corporation та завершений у грудні 1913 р. Та на той час у Китаї вибухнула повномаштабна революція, яка примусила імператора Пуї зректися престолу, та призвела до заснування Республіки Китай. Новопостала республіка не бажала виконувати угоди, укладені владою маньчжурської династії Цін. Тому 14 травня 1914 р., «Фей Лонг», який не був оплачений, був проданий Грецькому королівству та названний «Еллі» (грецькою: Κ/Δ Έλλη) на честь битві при Еллі 1912.
Крейсери класу «Чао Хо» відрізнялися тим, що всі три напів-однотипні кораблі були побудовані різними фірмами. І хоча всі три кораблі були побудовані за однаковою базовою конструкцією, вони відрізнялися за розміром, водотоннажністю, типом броні та котлів. Також всі три кораблі мали різний набір гармат (а не однотипне  основне озброєння). Це було зроблено для підвищення навчальної ефективності кораблів, щоб ознайомити їхні екіпажі з різними котлами та системами озброєння. Цей клас був відомий тим, що він був першим китайським кораблем, який використовував парові турбіни Парсона. Хоча основним паливом для типу «Чао Хо» залишалося вугілля, це були перші китайські кораблі, які також несли нафту як паливо.

## Кораблі
| Ім'я            | Будівник                          | Закладений            | Запущено         | Виконано            | Доля |
| --------------- | --------------------------------- | --------------------- | ---------------- | ------------------- | --- |
| Чао Хо (肇和)   | Армстронг Вітворт                 | 7 листопада 1910 року | 23 жовтня 1911 р | 21 лютого 1912 року | Потоплений японськими літаками в Гуанчжоу 28 вересня 1937 року                                                              |
| Інь Рей (應瑞)  | Vickers Limited                   | 12 грудня 1910 р      | 14 липня 1911 р  | 2 грудня 1911 р     | Потоплений японськими літаками в Нанкіні 25 жовтня 1937 року                                                                |
| Фей Хонг (飛鴻) | New York Shipbuilding Corporation | 14 червня 1911 року   | 4 травня 1912 р  | Листопад 1913 року  | Проданий Греції в 1914 році, перейменований на «Еллі», потоплений італійською субмариною поблизу Тіноса 15 серпня 1940 року |